# OMR El Annasser
OMR El Annasser is een Algerijnse voetbalclub uit Algiers die in de Algerijnse tweede voetbalklasse uitkomt. De club werd in 1962 opgericht.